# Ado Onaiwu
Ado Onaiwu (オナイウ 阿道 Onaiwu Ado?), född 8 november 1995 i Saitama prefektur, är en japansk fotbollsspelare som spelar för Toulouse.
Onaiwu började sin karriär 2014 i JEF United Chiba. 2017 flyttade han till Urawa Reds. Med Urawa Reds vann han AFC Champions League 2017. Efter Urawa Reds spelade han för Renofa Yamaguchi FC, Oita Trinita och Yokohama F. Marinos.